# Retama
Retama Raf. è un genere di piante appartenente alla famiglia delle Fabacee (tribù Genisteae).

## Tassonomia
Comprende 4 specie:
- Retama dasycarpa Coss.
- Retama monosperma (L.) Boiss.
- Retama raetam (Forssk.) Webb
- Retama rhodorhizoides (Webb & Berthel.) Webb & Berthel.
- Retama sphaerocarpa (L.) Boiss.

Mostra affinità sistematiche con i generi Spartium e Genista.

## Distribuzione e habitat
Distribuzione Sud-mediterranea e Saharo-Sindica.